# Groupe Osborne
Le Groupe Osborne est une entreprise espagnole spécialisée principalement dans la fabrication et la distribution de vin et de spiritueux. Elle est basée à El Puerto de Santa Maria, dans la province de Cadix, en Espagne.

## Histoire
À La fin du XVIIIe siècle, Thomas Osborne Mann, commerçant anglais d'Exeter, s'installe à Cadix. Il s'associe avec Lonergan & White, importateurs de vin.
Il se lie d'amitié avec Sir James Duff et son neveu William Gordon, propriétaires de caves à vin à El Puerto de Santa Maria. Il s'y installe et épouse en 1825 Aurora Böhl de Faber, fille de Juan Nicolás  Böhl de Faber, fondé de pouvoir de l'entreprise Duff Gordon. Il aura avec elle cinq enfants.
Il fonde les Bodegas Osborne El Puerto de Santa María
En 1854, à la mort de Thomas Osborne Mann, ses fils Tomás et Juan Nicolás héritent du commerce, dont s'occupera jusqu'à leur majorité leur oncle, Francisco Morgan. Par la suite, Tomás reprend l'entreprise (Juan Nicolás, de son côté, devient diplomate et reçoit le titre de comte de Osborne).
Lui succède son fils Tomás Osborne Guezala, qui hérite également du titre de comte de son oncle. Il tiendra les rênes de l'entreprise jusqu'à sa mort en 1935.
Entre 1935 et 1972, Ignacio Osborne Vázquez dirige la firme, qui connaît des années fastes, notamment grâce à l'élargissement des ventes de son brandy au marché national espagnol : Osborne passe à la distribution.
En 1973, Osborne rachète le marchand de vin Bodegas Montecillo et en 1975 le fabricant d'anisette Anís del Mono, situé à Barcelone
Après la mort d'Ignacio Osborne Vázquez, la firme est reprise par son fils Antonio Osborne Vázquez puis, en 1980, par le cousin de ce dernier, Enrique Osborne McPherson, nommé président du conseil d'administration, poste qu'il occupera jusqu'en 1988, année où lui succède Tomás Osborne Vázquez IV, comte de Osborne.
En 1983, Osborne acquiert une partie de Sánchez Romero Carvajal Jabugo SA, spécialisé dans le jambon ibérique. À l'heure actuelle, l'entreprise et "5J", sa marque de jambon, lui appartiennent à 100 %. En 1987, Osborne acquiert la distillerie Jonas Torres & cie.
Depuis 1996, et encore actuellement, la tête de l'entreprise est formée par le fils de Tomás Osborne Vázquez IV, Tomás Osborne Gamero-Cívico (président du conseil d'administration) et par son cousin, Ignacio Osborne Cólogan (conseiller délégué).
En 2000, Osborne achète 1 000 hectares, d'une capacité de 3 millions de ceps et, en 2002, une fabrique de vin de 25 000 m² y est installée, appelée bodega Osborne Malpica. Ce vin prend le nom de Vinos de la Tierra de Castilla.
En 2003, l'entreprise devient officiellement le "Groupe Osborne" (Grupo Osborne), avec l'intégration de Solán de Cabras, entreprise d'eaux minérales et de bains thermaux, ainsi que l'entrée de la famille Del Pozo dans le groupe.

## Secteurs d'activité

### Vente de vin (Bodegas),distilleries, eau minérales, jus de fruit, jambon ibérique et dérivés du porc ibérique
- Bodegas Osborne - El Puerto de Santa María
- Bodegas Montecillo - Rioja
- Bodegas Osborne - Malpica
- Distillerie Osborne - Tomelloso
- Anis del Mono - Badalona
- Solan de Cabras - Cuenca
- Sanchez Romero Carvajal - Jabugo

### Vins
- Vins de Jerez
- Vins Ribera del Duero
- Vins de Rioja
- Vinos de la Tierra de Castilla
- Vinos de la Tierra de Cádiz
- Porto
- Manzanilla

### Spiritueux
- Brandies de Jerez
- Anisette
- Rhum
- Vodka
- Liqueurs

### Autres
- Jambon et autres produits dérivés du porc
- Eaux minérales
- Sodas
- Boissons énergétiques
- Restauration

## Marques du groupe
- Fino Quinta
- Brandies 103, Veterano, Indepedencia, Conde de Osborne, Magno, Carlos I
- Toro XL (boisson énergétique)
- Sánchez Romero Carvajal, dont les jambons 5J
- Montecillo
- Solaz
- Anís del Mono
- Rhum Santa Teresa
- Ponche Santa María
- Solán de Cabras
- Restaurants Mesón Cinco Jotas

Le groupe détient de plus les AOC Jerez-Xeres-Sherry, Manzanilla de Sanlúcar de Barrameda, Vinaigre de Jerez (Vinagre de Jerez) et la dénomination spécifique Brandy de Jerez.

## Publicité
Dès 1957, à l'occasion d'une campagne de publicité pour le brandy Veterano de Osborne, apparaissent au bord des routes espagnoles des taureaux de bois, puis de métal, mesurant jusqu'à 14 mètres de haut, portant le logo de la marque. Depuis, les lois sur la publicité ayant changé, la marque a disparu, mais les taureaux restent. Ils sont même devenus un des symboles les plus connus de l'Espagne.
D'autres campagnes publicitaires de la marque ont marqué leur époque, comme celle des années 1960, télévisée, mettant en scène le mannequin espagnol Elena Valduque.

## Sources
- Site officiel
- Site officiel de Solan de Cabras
- Restaurants Mesón Cinco Jotas